# アメリカ合衆国の国旗
アメリカ合衆国の国旗（アメリカがっしゅうこくのこっき、Flag of the United States）は、一般に星条旗（せいじょうき、the Stars and Stripes または the Star-Spangled Banner）と呼ばれる、13条の横縞と50個の星がデザインされた旗である。
単に合衆国旗（がっしゅうこっき）、別名として古き栄光（ふるきえいこう、Old Glory）とも呼ばれる。

## 意匠と意味

デザイン

白線と赤線の組み合わせの13本の横縞（赤7本と白6本、したがって上下は赤）、四角に区切った左上部（カントン）は青地に50の白い星が配置されている。
白はpurity (純粋) とinnocence (純潔)、赤はhardiness (たくましさ) とvalor (勇気)、青はvigilance (戒心) とperseverance (忍耐) とjustice (正義) を表す。また縞模様は独立当時の13の入植地を表し、星は現在の州を表している。
1960年7月4日の独立記念日に、前年（1959年）8月にハワイがアメリカの州に昇格され50州になったので更新され、その後60年以上使われているデザインは27代目である。つまり、それまでに26回デザインが更新されている。

## 歴史

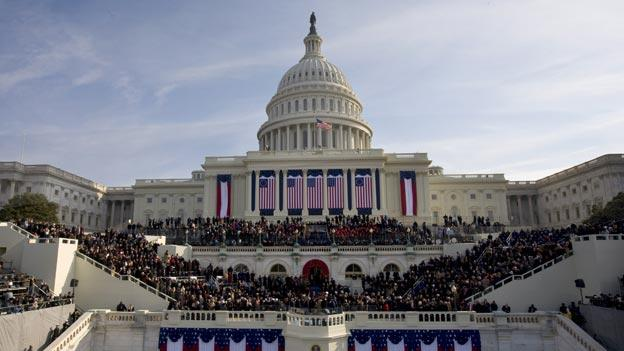
バラク・オバマ大統領就任式で掲揚された過去の星条旗
（2009年1月20日、ワシントンD.C.・米国議会議事堂）

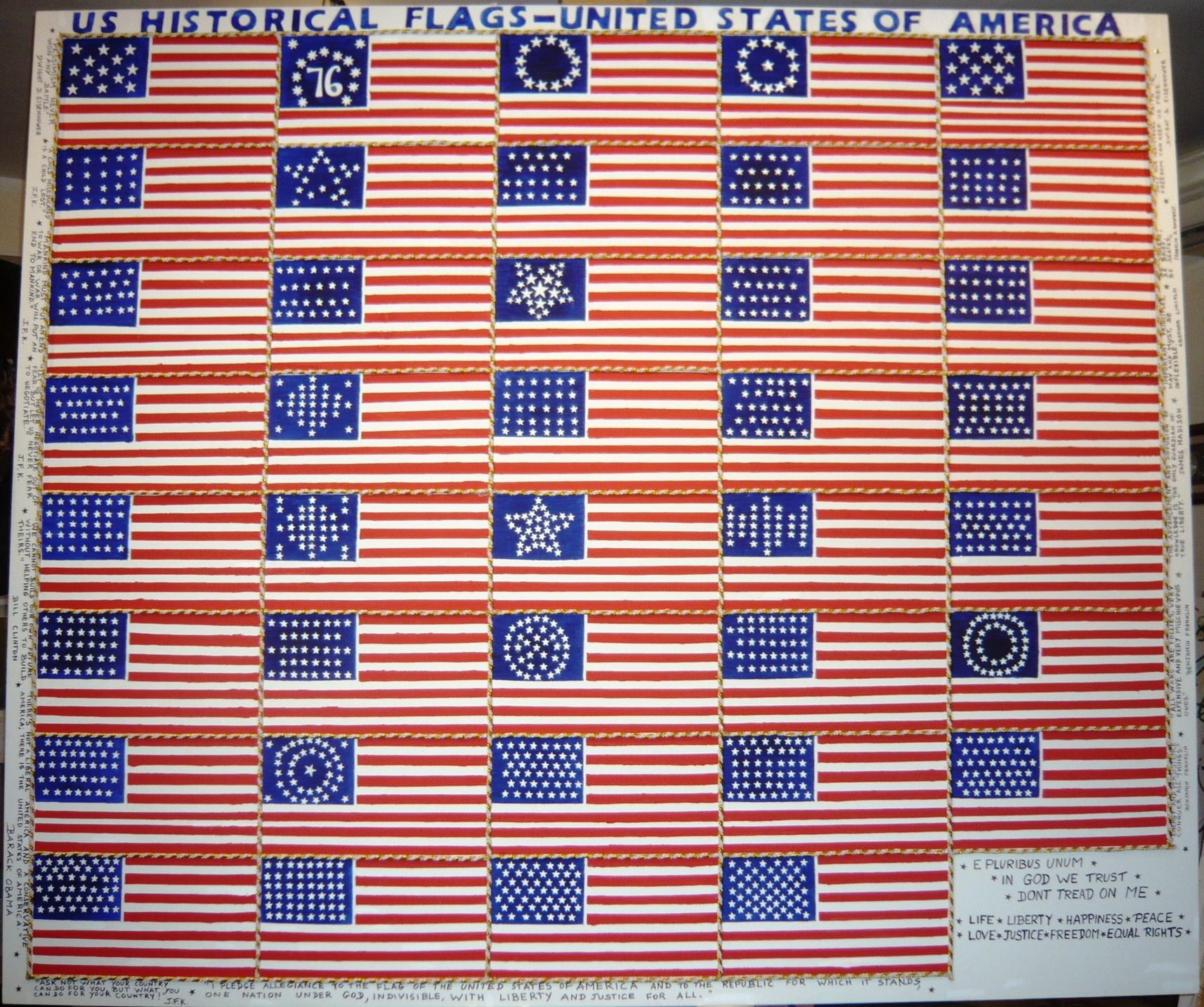
歴代の国旗

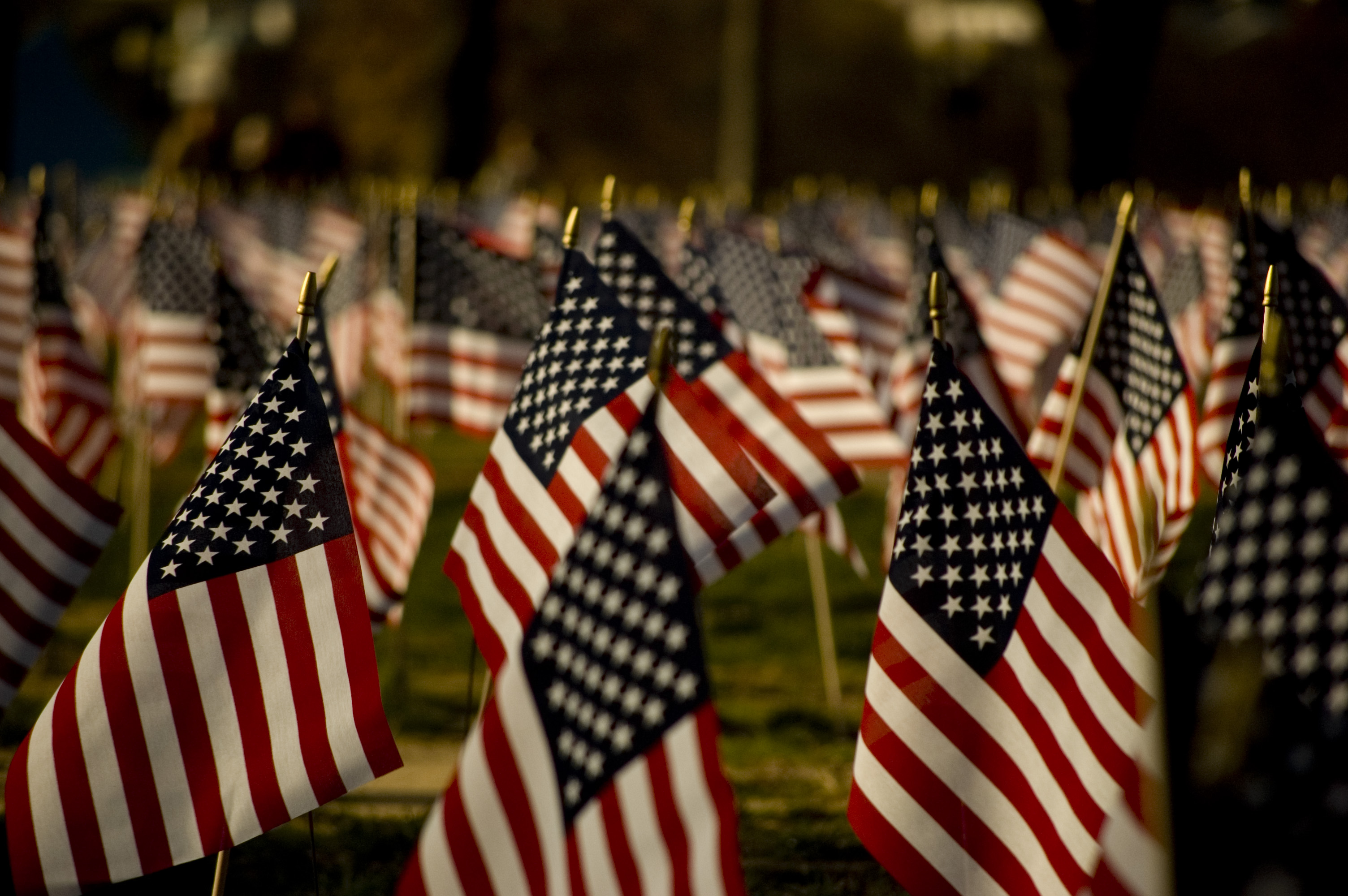
ナショナル・モールにある国旗

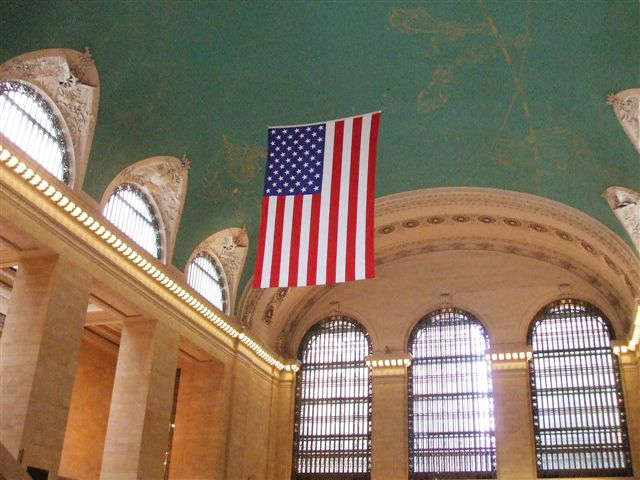
ニューヨークのグランド・セントラル駅の国旗

星条旗は、独立戦争時にフィラデルフィアでベッツィー・ロスという女性が裁縫したものが始まりだと広く伝えられている。ただし、学問的には、この伝承は、捏造されたものであるとする立場が多数とされる。
星は独立時の13個から、連邦に州が加わるたびに増やされて現在に至っており、その度に、次の独立記念日に配置が変更される（初期を除く）。このため、星条旗は世界で最も変更回数の多い国旗だが、現在の「50星」デザインはハワイが州に昇格した翌年の1960年から続いており、2007年7月4日にはこれまでの「48星」の47年間を抜いて最も長い期間使われているデザインとなった。なお、国旗から星の数が減ったことはこれまでない。南北戦争開戦前の1860年12月から翌年2月までに南部7州がアメリカ合衆国を脱退してアメリカ連合国を建国し、開戦後の同年5月までにさらに南部4州が合衆国を脱退して連合国に加盟したが、合衆国側は脱退そのものを認めず、当時の33星(のち34星を経て35星)国旗を使い続けた。
当初は星の数と共に条 (すじ) の本数も増やされていたが、条の本数が多くなるに従って不恰好で見づらくなった（遠目からはピンクに見えるようになった）ため、1818年にデザイン変更の際の規定が作られ、条は発足時の13本で固定し、以降は星の数だけを増やしたという経緯がある（下表の15星旗では縞は15本だが、20星旗は13本に直されている）。
この「青地に白い星」と「赤と白の条」の組み合わせは、アメリカ合衆国をイメージするあらゆるシンボルに使用されている。
なお、アメリカ合衆国の国歌も日本語では「星条旗」と訳されるが、原題は「The Star-Spangled Banner」（「星で飾られた旗」の意）であり、合衆国旗を意味する言葉ではあるが、厳密には「条」の意味が含まれていない。
1968年、「国旗保護法（Flag Protection Act）」が制定され意図的な損壊や焼却を違法としたが、1989年のテキサス州対ジョンソン事件において合衆国最高裁判所の判決によって違憲と判断され法改正が行われた。しかし1990年のアメリカ合衆国対アイクマン事件でも違憲判決が出されたことで法律は無効化されている。判決の決め手となったアントニン・スカリアは憲法修正第1条による政府批判の権利を理由に反対票を投じた。

?植民地時代の旗（1765年）
?植民地時代の旗（1765年、別の仕様）
?独立時の13星を表した「ベッツィー・ロス・フラッグ（Betsy Ross Flag）」、 当時は13個の星の配置が定められていなかったが、円形に配されたベツィー・ロス・フラッグが採用された

### デザインの変遷
以下の表に、アメリカ合衆国の27の国旗を示す。星の配置は「一般的」なものである（多くはアメリカ海軍と関係している）。1912年10月29日にウィリアム・タフト大統領が48星旗を発表するまで、公式な星の配置は定められていなかった。さらに、旗の正確な色も1934年まで決まっていなかった。その後定められたことにより以前の国旗にも適用された。また上記の通り公式ではなかったものの慣例上の一般的な配置は決まっていた。それら慣例により事実上正式であったものを表に記す。
| 星数 | 国旗               | 増えた州                                                         | 施行日        | 最終日        | 年数           |
| ---- | ------------------ | ---------------------------------------------------------------- | ------------- | ------------- | -------------- |
| 00 ? | グランドユニオン旗 | なし                                                             | 1775年12月3日 | 1777年6月14日 | 01年06か月12日 |
| 13 ? | 13星旗             | 独立時の13州                                                     | 1777年6月14日 | 1795年5月1日  | 17年11か月18日 |
| 15 ? | 15星旗             | ケンタッキー州 バーモント州                                      | 1795年5月1日  | 1818年7月3日  | 23年02か月03日 |
| 20 ? | 20星旗             | インディアナ州 ルイジアナ州 ミシシッピ州 オハイオ州 テネシー州   | 1818年7月4日  | 1819年7月3日  | 01年           |
| 21 ? | 21星旗             | イリノイ州                                                       | 1819年7月4日  | 1820年7月3日  | 01年           |
| 23 ? | 23星旗             | アラバマ州 メイン州                                              | 1820年7月4日  | 1822年7月3日  | 02年           |
| 24 ? | 24星旗             | ミズーリ州                                                       | 1822年7月4日  | 1836年7月3日  | 14年           |
| 25 ? | 25星旗             | アーカンソー州                                                   | 1836年7月4日  | 1837年7月3日  | 01年           |
| 26 ? | 26星旗             | ミシガン州                                                       | 1837年7月4日  | 1845年7月3日  | 08年           |
| 27 ? | 27星旗             | フロリダ州                                                       | 1845年7月4日  | 1846年7月3日  | 01年           |
| 28 ? | 28星旗             | テキサス州                                                       | 1846年7月4日  | 1847年7月3日  | 01年           |
| 29 ? | 29星旗             | アイオワ州                                                       | 1847年7月4日  | 1848年7月3日  | 01年           |
| 30 ? | 30星旗             | ウィスコンシン州                                                 | 1848年7月4日  | 1851年7月3日  | 03年           |
| 31 ? | 31星旗             | カリフォルニア州                                                 | 1851年7月4日  | 1858年7月3日  | 07年           |
| 32 ? | 32星旗             | ミネソタ州                                                       | 1858年7月4日  | 1859年7月3日  | 01年           |
| 33 ? | 33星旗             | オレゴン州                                                       | 1859年7月4日  | 1861年7月3日  | 02年           |
| 34 ? | 34星旗             | カンザス州                                                       | 1861年7月4日  | 1863年7月3日  | 02年           |
| 35 ? | 35星旗             | ウェストバージニア州                                             | 1863年7月4日  | 1865年7月3日  | 02年           |
| 36 ? | 36星旗             | ネバダ州                                                         | 1865年7月4日  | 1867年7月3日  | 02年           |
| 37 ? | 37星旗             | ネブラスカ州                                                     | 1867年7月4日  | 1877年7月3日  | 10年           |
| 38 ? | 38星旗             | コロラド州                                                       | 1877年7月4日  | 1890年7月3日  | 13年           |
| 43 ? | 43星旗             | アイダホ州 モンタナ州 ノースダコタ州 サウスダコタ州 ワシントン州 | 1890年7月4日  | 1891年7月3日  | 01年           |
| 44 ? | 44星旗             | ワイオミング州                                                   | 1891年7月4日  | 1896年7月3日  | 05年           |
| 45 ? | 45星旗             | ユタ州                                                           | 1896年7月4日  | 1908年7月3日  | 12年           |
| 46 ? | 46星旗             | オクラホマ州                                                     | 1908年7月4日  | 1912年7月3日  | 04年           |
| 48 ? | 48星旗             | アリゾナ州 ニューメキシコ州                                      | 1912年7月4日  | 1959年7月3日  | 47年           |
| 49 ? | 49星旗             | アラスカ州                                                       | 1959年7月4日  | 1960年7月3日  | 01年           |
| 50   | 50星旗             | ハワイ州                                                         | 1960年7月4日  | 現行          | 64年以上       |

### 星の非標準配置

?独立当時の旗（別の仕様）
?独立当時の旗（別の仕様）
?独立当時の旗（別の仕様）
?縞は15本の国旗（別の仕様）
?20星旗（別の仕様）
?26星旗（別の仕様）
?29星旗（別の仕様）
現在の国旗（縦横比2:3の別タイプ）

#### 南北戦争時代の旗

?南北戦争で広く使われた33星旗の一つ（別の仕様）「サムター要塞旗（英語版）」

## 向き

縦掲揚時の星条旗。
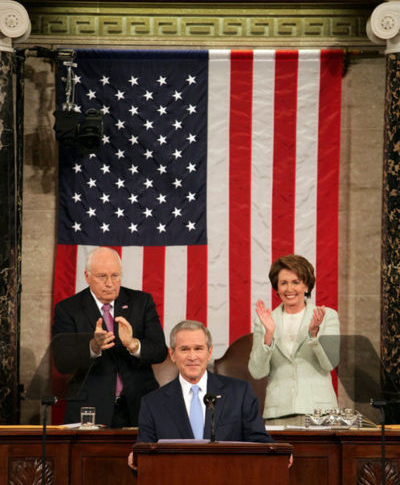
連邦議会の下院本会議場に縦掲揚された星条旗（2007年1月23日、ジョージ・W・ブッシュ大統領の一般教書演説にて）
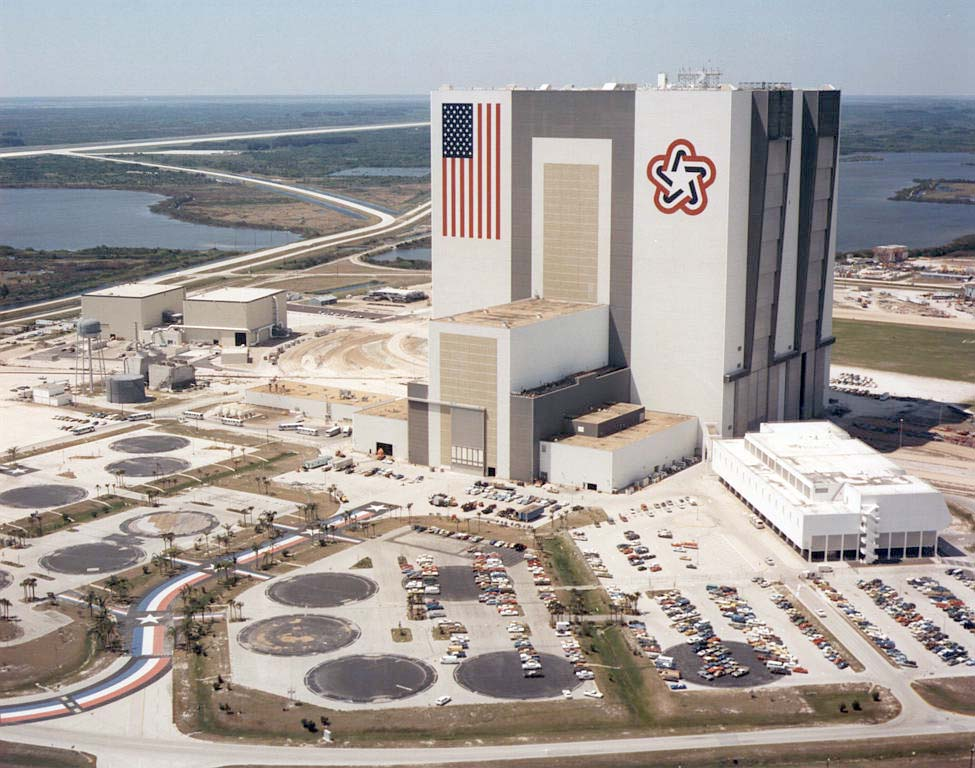
ケネディ宇宙センターのスペースシャトル組立棟外壁に描かれた星条旗。縦掲揚時と同じくカントン部を左上にして描かれている。
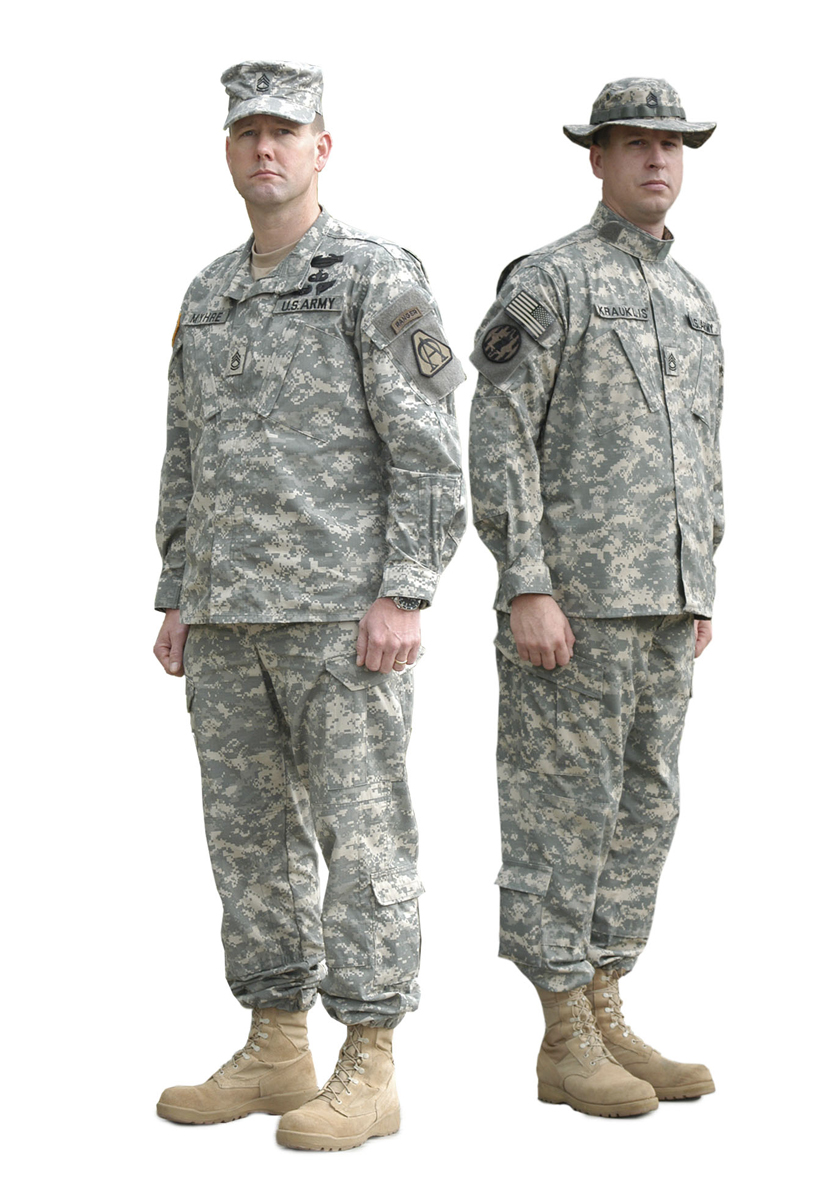
アメリカ陸軍の野戦服。右袖の星条旗は裏返し（=風にたなびいた状態）になっている。
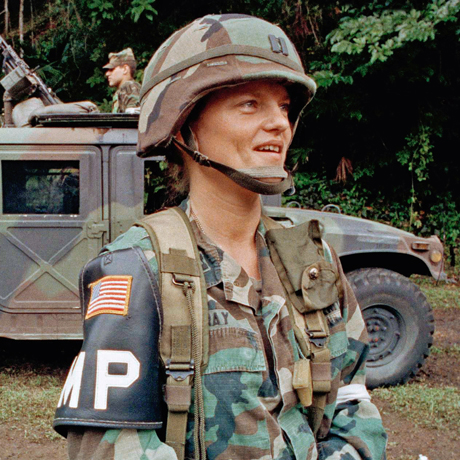
パナマ侵攻時の陸軍憲兵。右腕の憲兵腕章に付けられた星条旗は、通常の向きになっている。
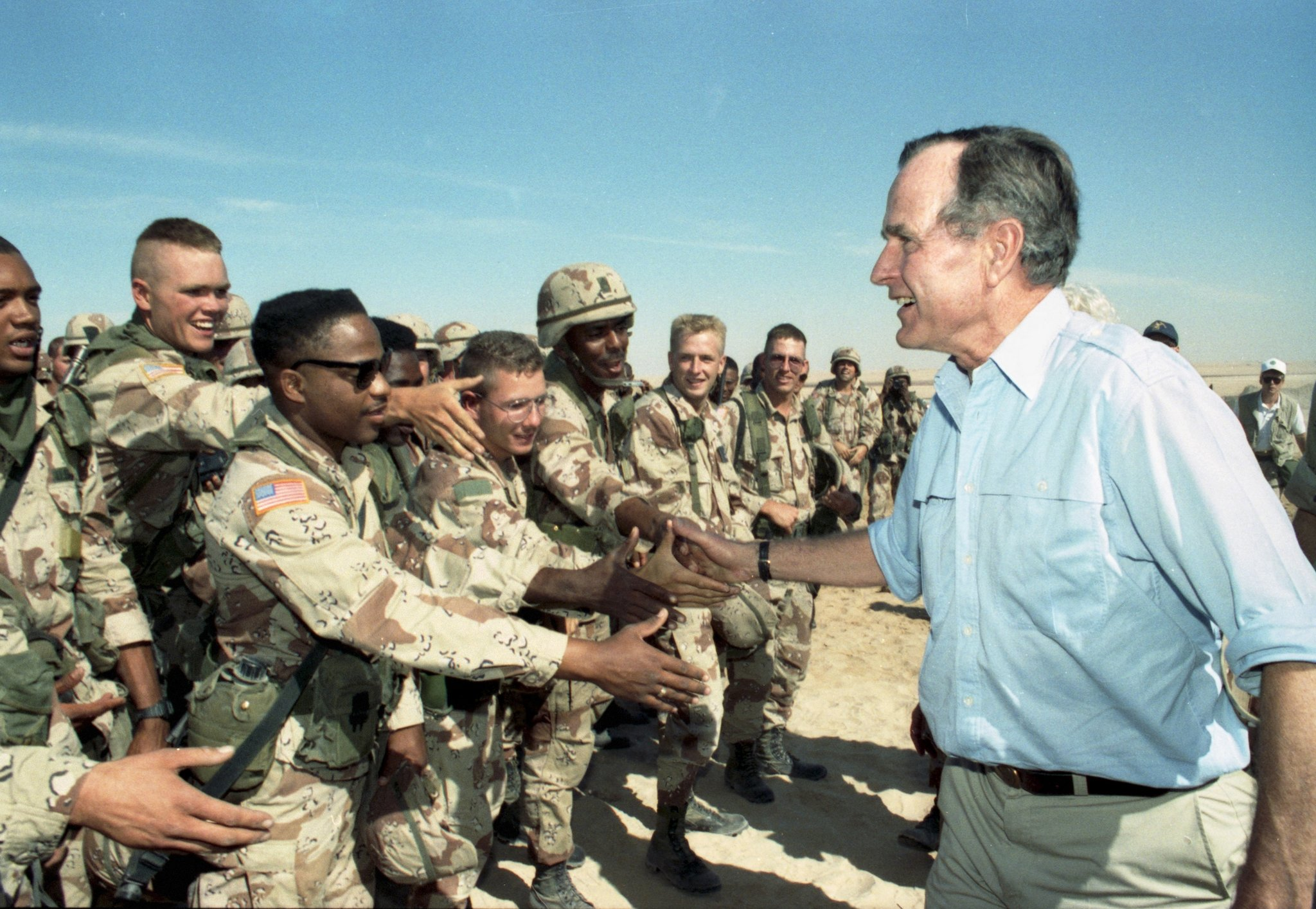
湾岸戦争時、慰問したジョージ・H・W・ブッシュ大統領と握手をする陸軍兵士たち。左側にいる2人の兵士の右袖に付けられている星条旗は、通常の向きになっている。

### 縦掲揚
国旗を縦に掲揚する際、縦掲揚用の国旗が定められていない場合はそのまま「時計回りに90度まわして掲げる」というのが基本的なルールだが、星条旗は例外で、カントンが常に左上にくるよう「時計回りに90度まわしてから裏返す」のが正式な掲げ方である。
国旗の誤掲揚は国際儀礼上の非礼とされるため儀典担当者は神経を使うが、星条旗の縦掲揚時の誤りは最も頻繁におこる失態のひとつとなっている。

### 衣服
星条旗の配置のもう一つの原則に、「カントンは常にポール側、即ち風上側になくてはいけない」というものがある。着衣の場合、風を前から受けると想定してデザインするため、右袖につけた星条旗は必然的にカントンが右上、すなわち裏返しに配置されている。アメリカ軍の軍服ほか、ワールド・ベースボール・クラシックやオリンピックアメリカ代表のユニフォームでも同様の配置になっている。ただし、軍においてこれが正式に規則として定められた2000年代前半以前は、通常の向きの星条旗が配置されていることも多かった。

#### 逆向き
法律では自らに危機が迫っていることを知らせる場合、星条旗を逆向きにすることが認められていることから、抗議デモなどで逆向きにして掲げる例がある。